# 稲葉ゆい
稲葉 ゆい（いなば ゆい、1989年1月15日 - ）は、日本のAV女優。確認されている最初のアダルトビデオ作品は2011年の「愛玩少女 アナル人形6 稲葉ゆい」である。
所属事務所は不明。

## 作品

### アダルトビデオ
2011年
- 愛玩少女 アナル人形6 稲葉ゆい（7月29日、中嶋興業）
- ハイキックギャルズが行く！！美脚パンチラ回し蹴り逆ナンパ！！（8月6日、GARCON）
- カマ掘られ過ぎ美少年 稲葉ゆい（9月11日、クロス）
- 女子校生15人オマ○コ指入れぴちゃぴちゃ自画撮りオナニー vol.4（10月20日、プリモ）…他出演:和希さやか、双葉みか、天宮まりる、竹内りな、水沢えみり、桃井りん、白砂ゆの、中山ゆめみ、時田あいみ、中川もも、眞島静香、川合まゆ ほか
- 学校でよくある色々なレズのカタチ、色々なアクメ。 悠月舞 稲葉ゆい（11月13日、クロス）
- アナルファック変態調教 稲葉ゆい（12月15日、PSYCHEDELIC PUPPET）

2012年
- 究極サンドイッチFUCKスペシャル 稲葉ゆい（1月28日、MOODYZ）
- 変態面接 完全ご奉仕変態尺八娘（3月16日、映天）
- 鼻責め・鼻浣腸3（3月31日、中嶋興業）
- スレンダーアナルレズビアン 夢実あくび 稲葉ゆい（4月13日、アンナと花子）
- ペニバンで突かれて絶頂してもさらにイカされ続けるレズビアンSEX（11月15日、アンナと花子）

2013年
- 美アナル 舌を入れて舐めたくなるほど綺麗なアナルでSEX 16時間（1月13日、ROOKIE）